# Fuentelencina
Fuentelencina es un municipio y localidad española de la provincia de Guadalajara, en la comunidad autónoma de Castilla-La Mancha. Cuenta con una población de 319 habitantes (INE 2024).

## Símbolos
El escudo heráldico que representa al municipio fue oficializado en 2001 con el siguiente blasonamiento:

«Escudo cortado. Uno partido; a) de gules, una fuente de pilón y un solo caño, de plata; b) de plata, una encina de su color; Dos de gules, un león de oro. Se timbra con la corona real española.»
Diario Oficial de Castilla-La Mancha núm 35 de 20 de marzo de 2001

La descripción textual de la bandera, oficializada en 2005, es la siguiente:

«Bandera de proporciones 2/3, compuesta por dos franjas verticales iguales, la del asta roja con una onda azul fileteada de blanco, la del vuelo blanca con una encina verde.»
Diario Oficial de Castilla-La Mancha núm 87 de 2 de mayo de 2005

## Geografía
Integrado en la comarca de La Alcarria, se sitúa a 40 kilómetros de la capital provincial. La localidad está emplazada a una altitud de 972 metros sobre el nivel del mar, en el alto páramo alcarreño que separa los valles de los ríos Tajo y Tajuña. El término municipal está atravesado por la carretera N-320, en el pK 239, y por las carreteras autonómicas CM-200, que conecta con Pastrana, CM-2007, que une Alhóndiga con Pastrana, y CM-2013, que se dirige hacia Budia. La altitud sobre el nivel del mar va desde los 1007 metros al sureste (cerro Hoya) a los 740 metros al sur, a orillas del río Arlés. Limita con los términos municipales de Peñalver, Berninches, Moratilla de los Meleros, Alhóndiga, Valdeconcha, Auñón y Sayatón.
Su clima es de tipo continental, de inviernos fríos y veranos algo más cortos y calurosos, aunque con noches frescas por la altura. Está asentado en un llano y como muchos pueblos de Guadalajara próximo a pequeños barrancos y vegas. La mayor parte de su territorio se utiliza para la agricultura de secano (girasol y cebada) y el olivo. En sus vegas abundan las huertas. La vegetación autóctona dominante es el chopo, el mimbre y el olmo en las vegas, y la encina, el carrasco, el pino y el quejigo en los altos. Pero es pequeña la porción municipal con monte arbolado.
De sus vegas surgen varias fuentes, destacando la Fuente de Abajo, que está al principio de la vega principal, cuyas aguas han abastecido desde siempre al pueblo.

## Historia
Desde el siglo XII la entonces aldea de Fuentelencina perteneció a la Orden de Calatrava. Dos siglos después y gracias a la petición de uno de sus maestres, Pedro Muñiz Godoy, el rey Enrique II de Trastámara le otorgó el privilegio de villazgo en 20 de septiembre de 1369.
Su hijo Juan I de Castilla, en 1383, confirmó particular privilegio para celebrar Feria semanal todos los jueves del año de ganado y mercaderías, que tenía la población desde principios del siglo XIII y que fue una de las más célebres de toda La Alcarria permaneciendo hasta principios del siglo XVI, cuando una epidemia de peste bubónica redujo la población a un tercio de lo que fue, según hizo constar en 22 de noviembre de 1575 el concejo de la villa a los funcionarios de Felipe II:

En esta Villa hay hoy setecientos vecinos; fue antiguamente de más Vecindad, porque dentro de la cerca caben más de mil y doscientos Vecinos y en los despoblados hay señales de edificios antiguos ordinarios, y tiene noticia que siendo de más de novecientos Vecinos, en la pestilencia del año de mil quinientos siete quedaron sólo ochenta casados.

Y continúa el concejo explicando al rey los antecedentes de Feria tan relevante:

En esta Villa hubo mercado el Jueves por primera merced y privilegio, que le dio el Maestre González Yañez, que por otro nombre se llamó Gonzalo Juan, y así el privilegio empieza: Fray G. Era de mil y doscientos cincuenta y siete, que fue año de la encarnación de mil y doscientos diezcinueve, y así el privilegio no se puede entender sino entendiendo esta distinción; confirmó este privilegio , dio de nuevo el mercado el Rey D. Enrique el primero, era de mil doscientos y cincuenta y siete, que fue año de mil y doscientos diezcinueve, que reinó tras el Rey D. Alonso noveno; este mercado no se usa, se entiende que cesó por la pestilencia, créese que desde el año de mil quinientos siete. Así mismo hay memoria que hubo feria, porque paresce por un testimonio signado de Anton López, Escribano público de Fuentelaencina, de seis de Setiembre de mil cuatrocientos cincuenta y nueve, que pregonaron la feria desde diez de Noviembre hasta primero de Diciembre; de esta feria hubo información que se, usó y guardó algunos años, y después por la misma razón de pestilencia se perdió.

## Alcaldía y elecciones locales
El actual alcalde es Santos López Tabernero (PSOE), el cual gobierna con mayoría.
| Elecciones municipales del 26 de mayo de 2019 |       |         |            |
| Partido                                       | Votos | %       | Concejales |
| Partido Socialista Obrero Español             | 166   | 68,31 % | 5          |
| Partido Popular                               | 73    | 30,04 % | 2          |

## Fiestas
Sus fiestas principales son:
- San Agustín: 28 de agosto. Son las fiestas patronales, normalmente empiezan el 27 de agosto con la suelta de una vaquilla. Prosiguen hasta el 31 celebrándose encierros,una corrida de toros y por las noches hay música en la plaza mayor. El último día es el de la carne en el que se cocina la carne de uno de los toros y se come en la plaza por todos los vecinos del pueblo.
- Cristo: 14 de mayo

## Monumentos

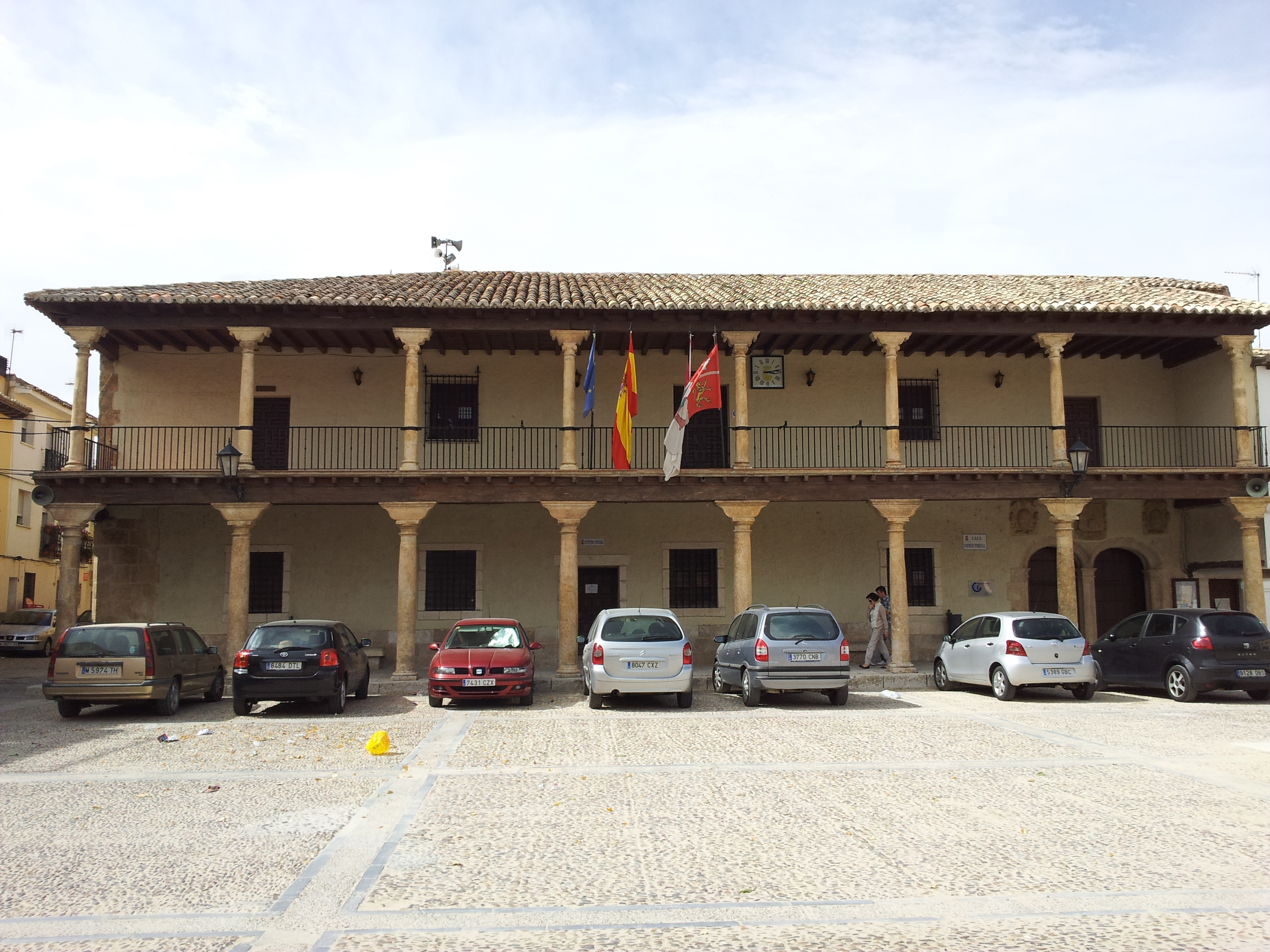
Casa consistorial

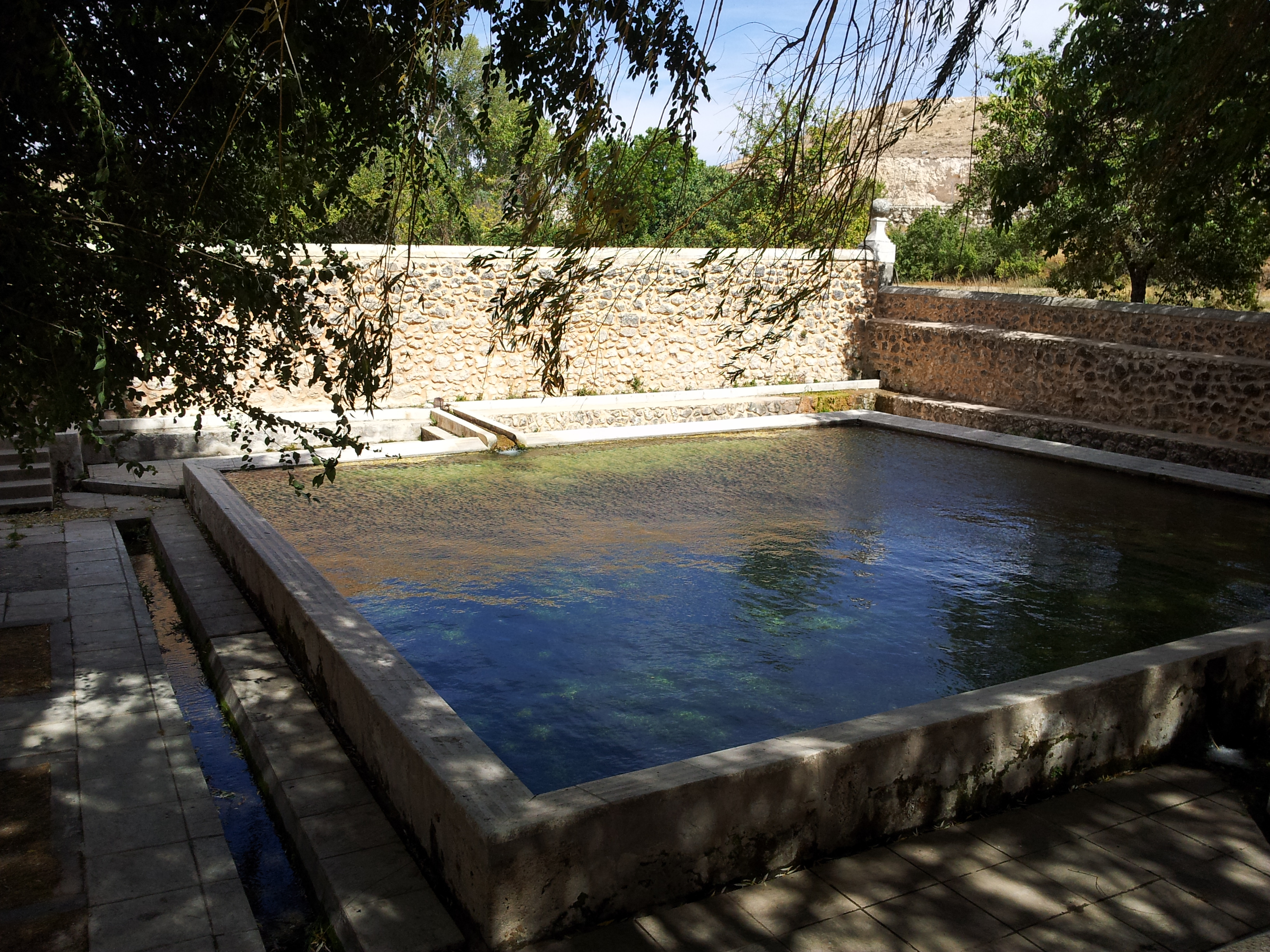
Fuente de Abajo.

- Casa consistorial de Fuentelencina. Construida en el siglo XVI.
- Fuente de Abajo. De origen medieval y en los arrabales, de cuyo manantial probablemente trae el nombre la villa, según dijo el Concejo en 1575 al rey Felipe II.
- Iglesia de la Asunción de Nuestra Señora.
- Restos de muralla. Antiguamente rodeaban el pueblo y la torre de la Mora Cantana.[cita requerida]
- Plaza mayor. Plaza mayor porticada, típica de La Alcarria.

## Demografía
Fuentelencina cuenta con una población de 319 habitantes (INE 2024).
| Gráfica de evolución demográfica de Fuentelencina entre 1842 y 2021                                                 |
| |
| Población de derecho según los censos de población del INE Población de hecho según los censos de población del INE |